# 圣弗朗西斯河
圣弗朗西斯河（英語：St. Francis River）是密西西比河的一条支流，长约426英里（686），位于美国密蘇里州的东南部和阿肯色州东北部。